# Otto Vorländer
Otto Ernst Vorländer, auch Vorlaender (* 14. Januar 1853 in Altena, Kreis Altena; † 1937 in Hameln), war ein deutscher Maler der Düsseldorfer Schule, Zeichenlehrer, Kunsthistoriker und Denkmalpfleger.

## Leben

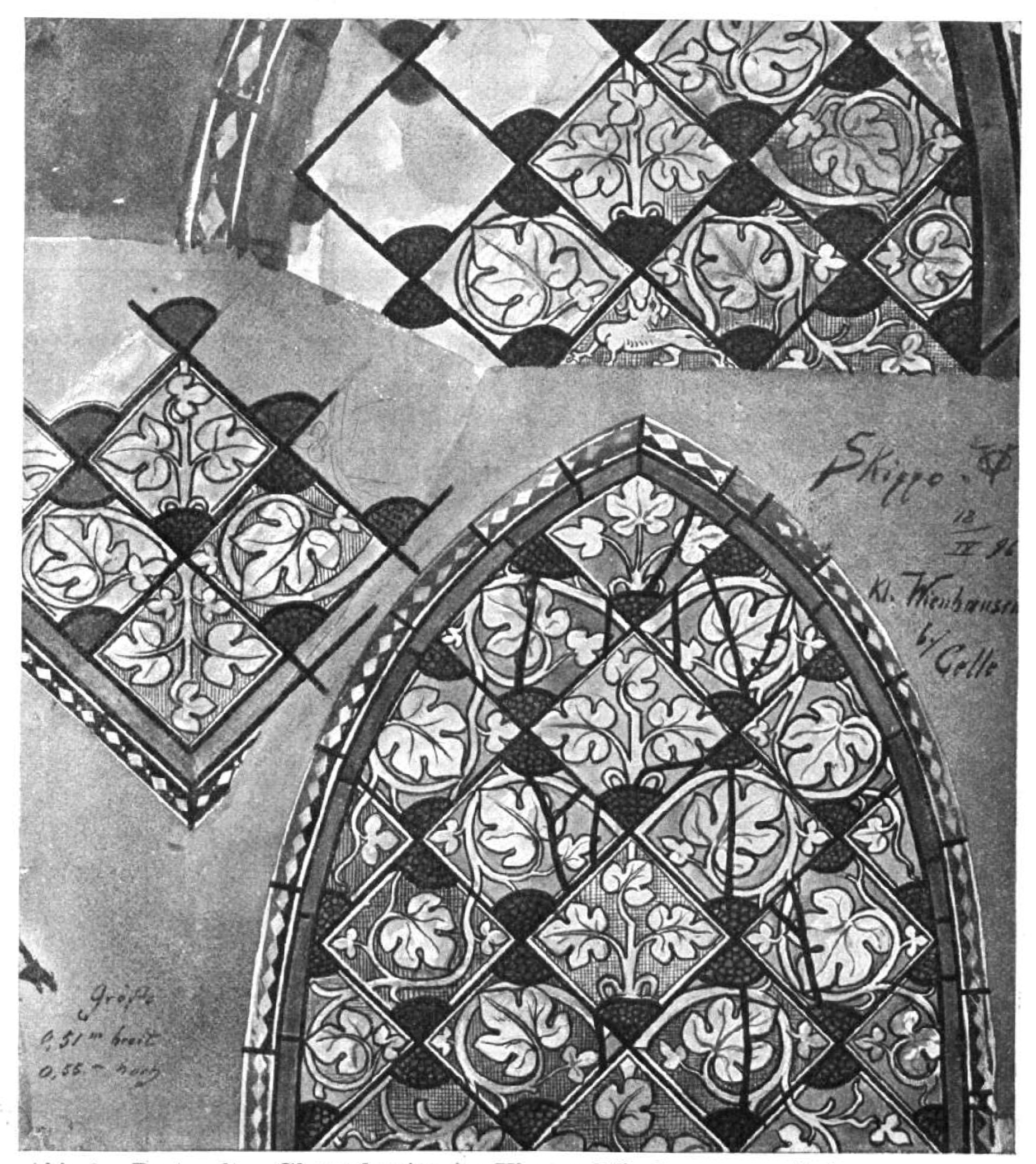
Reste alter Glasmalereien im Kloster Wienhausen, Skizze, 1896

Vorländer, Spross eines evangelischen Pfarrhauses aus dem Sauerland, begann am 1. Oktober 1872 ein Studium der Malerei an der Kunstakademie Düsseldorf. Dort war er zunächst Schüler der Elementarklasse von Andreas Müller und Heinrich Lauenstein, ab 1873 besuchte er danach für zwei Jahre die Bauklasse von Wilhelm Lotz. Im Oktober 1875 bestand er die Prüfung als Zeichenlehrer für höhere Lehranstalten an der Düsseldorfer Akademie. 1876 trat er eine Stelle als Zeichenlehrer an der Gewerbeschule Dortmund an. Von Ostern 1878 bis Ostern 1879 setzte er seine Studien an der Preußischen Akademie der Künste in Berlin fort. Anschließend wurde er „ordentlicher technischer Lehrer“ an der Musterschule in Frankfurt am Main. Diese Stellung gab er Ostern 1882 auf, um sich ganz der Malerei zu widmen. Er ging nach München, wo er sich mit Julius Langbehn anfreundete. Von 1884 bis 1886 besuchte er erneut die Kunstakademie Düsseldorf. Dort ließ er sich zunächst in der Vorbereitungsklasse von Hugo Crola und dann in der Antiken- und Naturklasse von Peter Janssen dem Älteren unterrichten. Danach wurde er Lehrer an der Baugewerkeschule in Barmen. Spätestens ab den 1890er Jahren betätigte sich Vorländer auf dem Gebiet der Dokumentation und Restaurierung von Wand- und Deckengemälden sowie Glasfenstern. Ab 1897, als er Lehrer an der Herzoglichen Baugewerkeschule Holzminden war, trat er auch durch bau- und kunsthistorische Veröffentlichungen in Erscheinung.

## Schriften (Auswahl)
- mit Richard Borrmann (Hrsg.) und Hans Kolb: Aufnahmen mittelalterlicher Wand- und Deckenmalereien in Deutschland. Wasmuth, Berlin 1897–1902 (Band 1), 1906–1911 (Band 2).
- Ein Klostermuseum in der Heide. In: Die Denkmalpflege. 4. Jg., Wilhelm Ernst & Sohn, Berlin 1902, S. 109–113.
- Der Erneuerungsbau der Nikolaikirche in Siegen. In: Deutsche Bauzeitung. XL. Jahrgang, Nr. 83, Berlin 1906, S. 559 f. (Digitalisat).
- Schlachtenmalerei und Kriegsillustration von einst und jetzt. Eine künstlerische Studie. In: Mitteilungen des Verbandes der Kriegsfreiwilligen 1870–1871. Bd. 24 (1920), Nr. 1, S. 2684–2689.
- Alte Wand- und Deckenmalereien in der „Allerheiligenkapelle“ des Klosters Wienhausen a. d. Aller. In: Denkmalpflege und Heimatschutz. 27. Jg., Hackebeil, Berlin 1925, S. 118–122.